# NewPage
NewPage est une entreprise papetière américaine. Elle est la 12e plus grande entreprise dans le secteur papetier en 2010, avec une production de 4,400 millions de tonnes. 

## Histoire
NewPage a été créé en 2005, par le rachat de l'activité papier de MeadWestvaco par Cerberus Capital Management pour 2,3 milliards de $ de 5 usines de fabrications de papiers. En 2007, Newpage acquiert les activités nord-américaine de Stora Enso.
En janvier 2014, Verso Paper annonce l'acquisition de NewPage pour 900 millions de dollars dont 250 millions en liquide, en plus d'une reprise de dette de 500 millions de dollars,.